# 陳順 (宣德進士)
陳順，字徽仲，福建福州府侯官县人，明朝政治人物、進士出身。

## 生平
永樂九年，福建乡试中舉。宣德二年，登丁未科會試中進士，授礼部主事，后官至南安府知府。